# Glauco Lolli Ghetti

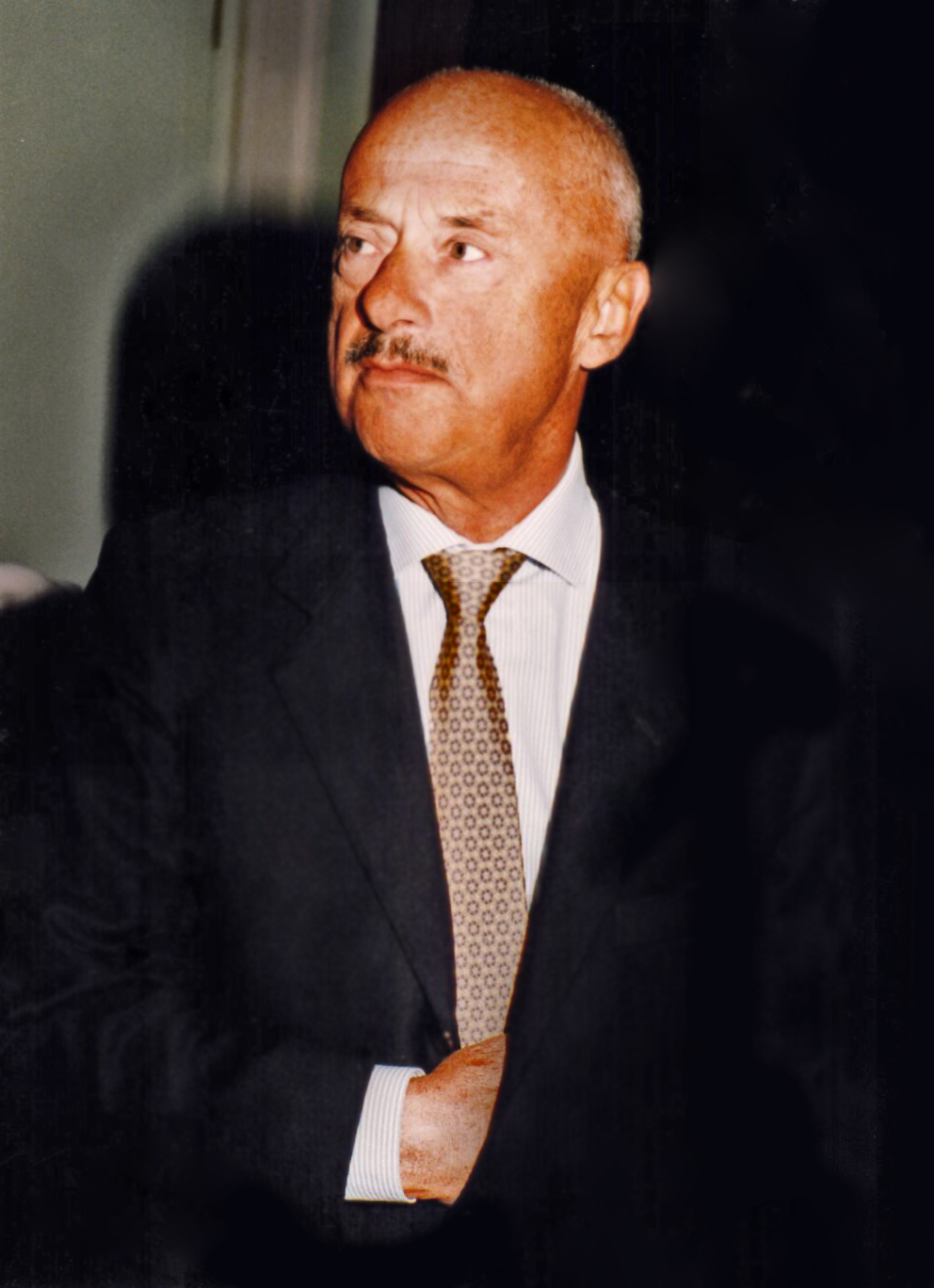
Glauco Lolli Ghetti

Glauco Lolli Ghetti (Ferentino, 31 marzo 1921 – Genova, 18 aprile 2006) è stato un armatore e dirigente sportivo italiano.

## Biografia
Laureato in Chimica farmaceutica all'Università degli Studi di Genova nel 1944, sposò la nipote dell'armatore e senatore Giovanni Battista Bibolini, Maria Amelia. 

### Attività imprenditoriale
Fu chiamato nel suo gruppo armatoriale come direttore amministrativo. Alla morte del senatore nel 1955 dette vita alla Carboflotta, e nel 1964 creò la nuova compagnia Carbonavi. 
Fece realizzare nel 1966 le prime petroliere ecologiche a doppio scafo. Per questo motivo, ricevette il prestigioso riconoscimento internazionale di "Maritime Man of the Year" 1970. Nell'autunno 1972, acquisì il controllo della NAI (Navigazione Alta Italia) di cui divenne presidente rilanciandola e arrivando così a contare una flotta di oltre 50 navi in pieno esercizio tra le quali le prime VLCCs che battevano bandiera Italiana.
Fu nominato Cavaliere del Lavoro nel 1973. Ceduta la NAI, rilevò la "Scorpio Ship Management", che trasferì nel principato di Monaco.

Nel 2003 cedette le redini del gruppo al nipote Emanuele Lauro.

### Attività sportiva
Fu presidente dell'Unione Calcio Sampdoria dal 1961 al 1965 e dal 1974 al 1978. 
Dalla sua passione per il golf nasce nel 1972 il Golf Club Margara che oggi ospita due percorsi da campionato.